# Ли Сибэй
Ли Сибэ́й (кит. упр. 李西贝, пиньинь Lǐ Xībèi; род. 23 марта 1999, Харбин) — китайская фигуристка, выступающая в танцах на льду. В паре с Сян Гуанъяо она — серебряный призёр чемпионата Китая (2017) и участница чемпионата четырёх континентов (2016).

## Карьера
На чемпионатах Китая 2011 и 2012 годов выступала в танцевальной дисциплине с Чжао Кайгэ, оба раза завершив соревнования в конце судейского протокола.
К следующему национальному чемпионату образовала пару с Сян Гуанъяо, с которым начала показывать более высокие результаты. На первом совместном первенстве Китая они показали шестую сумму баллов среди четырнадцати танцевальных дуэтов, выходивших на старт.
В 2014 году дебютировали на международных турнирах, выступив на этапах юниорской серии Гран-при.
На чемпионате страны в сезоне 2015/2016 навязали серьезную конкуренцию в борьбе за медали. После исполнения короткого танца занимали третью строчку с преимуществом в 0,02 балла, но по итогам второго дня состязаний не смогли удержаться на призовом месте, и стали четвёртыми в итоговой таблице. В этом же сезоне были выбраны Китайской федерацией фигурного катания для участия на чемпионате четырёх континентов и чемпионате мира среди юниоров.
Главным успехом на национальном уровне стал чемпионат 2017 года, на котором Ли и Сян завоевали серебряные награды, набрав за два проката 116,41 балла.
Помимо соревнований принимала участие в телевизионном ледовом шоу, где каталась в паре с актёром Сунь Ичжоу.
Работала в качестве технического специалиста на китайских турнирах по фигурному катанию.

## Результаты
(с Сян Гуанъяо)
| Соревнования                        | 12/13         | 13/14         | 14/15         | 15/16         | 16/17         |
| Международные                       | Международные | Международные | Международные | Международные | Международные |
| ----------------------------------- | ------------- | ------------- | ------------- | ------------- | ------------- |
| Чемпионаты четырёх континентов      |               |               |               | 15            |               |
| Международные среди юниоров         |               |               |               |               |               |
| Чемпионаты мира среди юниоров       |               |               |               | 21            |               |
| Этапы юниорского Гран-при: Латвия   |               |               |               | 9             |               |
| Этапы юниорского Гран-при: Япония   |               |               | 8             |               |               |
| Этапы юниорского Гран-при: Словения |               |               | 11            |               |               |
| Национальные                        |               |               |               |               |               |
| Чемпионаты Китая                    | 6             | 10            | 4             | 4             | 2             |

(с Чжао Кайгэ)
| Соревнования     | 10/11        | 11/12        |
| Национальные     | Национальные | Национальные |
| ---------------- | ------------ | ------------ |
| Чемпионаты Китая | 11           | 13           |